# Łowczyk leśny
Łowczyk leśny, łowiec leśny (Todiramphus macleayii) – gatunek małego ptaka z rodziny zimorodkowatych (Alcedinidae). Występuje w Australii i na Nowej Gwinei, poza sezonem lęgowym także na niektórych okolicznych wyspach. W Czerwonej księdze gatunków zagrożonych IUCN klasyfikowany jest jako gatunek najmniejszej troski (LC, Least Concern).

## Systematyka
Pierwszego naukowego opisu gatunku dokonali William Jardine i Prideaux John Selby w 1830 roku, nadając mu nazwę Halcyon Macleayii. Opis ukazał się na łamach drugiego tomu Illustrations of ornithology. Autorzy nie wskazali miejsca typowego; w 1913 roku Hans von Berlepsch podał, że był to Port Essington (Terytorium Północne w Australii). Obecnie gatunek zaliczany jest do rodzaju Todiramphus.
Wyróżnia się trzy podgatunki T. macleayii:
- T. m. elisabeth (Heine, 1883),
- T. m. macleayii (Jardine & Selby, 1830),
- T. m. incinctus (Gould, 1838).

### Etymologia
- Todiramphus: rodzaj Todus Brisson, 1760 (płaskodziobek); gr. ῥαμφος rhamphos „dziób”[12].
- macleayi: na cześć Aleksandra Macleaya (1767–1848), brytyjskiego entomologa, kolekcjonera, od 1825 roku mieszkającego w Australii[13][6].

## Morfologia
Mały ptak o dużym, szerokim u nasady, czarnym dziobie, którego górna część jest nieco jaśniejsza, a połowa dolnej od nasady dzioba różowawo-brązowa. Nogi i stopy szaro-czarne. Tęczówki ciemnobrązowe. Występuje dymorfizm płciowy. Ptak o ubarwieniu z przewagą ciemnoniebieskiego koloru w górnych częściach ciała i białego w dolnych. Góra głowy ciemnoniebieska, poniżej dosyć szeroka maska obejmująca nasadę dzioba, policzki, okolice oczu, uszy i zwężająca się z tyłu głowy. Nad nią a górą głowy w okolicy nozdrzy biała plamka. Podgardle, gardło, dolna część szyi, brzuch i boki białe, podobnie jak pokrywy podogonowe. Boki szyi i kark białe. Grzbiet i pokrywy skrzydeł niebieskie i jasnoniebieskie, ogon dość krótki, ciemnoniebieski. Samice podgatunku nominatywnego mają ciemnoniebieski zad i płowożółte boki ciała. U młodych ptaków plamka przy dziobie ma kolor płowożółty, podobnie jak pierś i brzuch. Podgatunek T. m. incinctus ma bardziej zielonkawy grzbiet i pokrywy skrzydeł. Podgatunek T. m. elisabeth ma ciemniejsze niebieskie ubarwienie bez zielonkawego odcienia. Długość ciała 20 cm, masa ciała samce 32–43 g, samice 29–44 g.

## Zasięg występowania
Poszczególne podgatunki łowczyka leśnego występują:
- T. m. elisabeth – we wschodniej części Nowej Gwinei od Zatoki Astrolabe na północy do zatoki Hall Sound na południu.
- T. m. macleayii – w północnej Australii w północnej części Terytorium Północnego, w tym na wyspach Melville’a i Bathurst; uważa się, że część osobników tego podgatunku migruje na Wyspy Sermata i Wyspy Aru.
- T. m. incinctus – północno-wschodnia Australia od Półwyspu Jork na południe do północno-wschodniej Nowej Południowej Walii do rzeki Macleay. Południowa populacja migruje na północ aż do Wysp Kai, Archipelagu Bismarcka i południowej Nowej Gwinei[10].

Jego zasięg występowania według szacunków organizacji BirdLife International obejmuje około 4,33 mln km² terenów lęgowych i 6,24 mln km² terenów nielęgowych.

## Ekologia
Jego głównym habitatem są wilgotne nizinne lasy tropikalne graniczące z bagnami i mokradłami, namorzyny, lasy monsunowe, lasy eukaliptusowe, zalesione bagna i strumienie, brzegi lasów i polany leśne, ale także pola uprawne, parki i ogrody podmiejskie. Gatunek ten występuje zazwyczaj do wysokości 200 m n.p.m. w Australii, natomiast na Nowej Gwinei stwierdzono górną granicę występowania na około 1700 m n.p.m. Jest gatunkiem osiadłym, częściowo osiadłym lub migrującym w zależności od swojego głównego miejsca zamieszkania. Długość pokolenia jest określana na 4,8 roku. Dieta tego gatunku składa się z owadów, w tym szarańczowatych (Acrididae), cykad (Cicadidae), chrząszczy (Coleoptera), mrówek, motyli, ważek i patyczaków, larw, pająków, dżdżownic oraz z małych kręgowców jak ryby, płazy bezogonowe i kijanki, węże i jaszczurki.

### Rozmnażanie
Okres lęgowy występuje w różnych okresach w zależności od obszaru występowania, w styczniu w Papui-Nowej Gwinei, we wrześniu–grudniu na Terytorium Północnym, w sierpniu–lutym w Queenslandzie oraz w październiku–grudniu w Nowej Południowej Walii. W ciągu roku wyprowadza jeden do dwóch lęgów. Gatunek przywiązany do miejsc lęgowych, do których wraca w kolejnych latach. Gniazda buduje zazwyczaj w termitierach umieszczonych na drzewach na wysokości od 4 m do 15 m nad poziomem gruntu. Do komory lęgowej prowadzi dość krótki, zbudowany pod kątem tunel, komora ma średnicę około 23 cm. W lęgu od 3 do 6 jaj. Wysiadywaniem zajmują się oboje rodzice. Okres inkubacji 18–21 dni. Młode są karmione przez oboje rodziców przez co najmniej miesiąc, potem intensywność dokarmiania spada. Niekiedy w karmieniu piskląt (a prawdopodobnie także w wysiadywaniu jaj) rodziców wspomagają pomocnicy. Młode są w pełni opierzone po 27–31 dniach od wyklucia. Średnio z lęgu przeżywa 50% piskląt. Jedną z przyczyn wysokiej śmiertelności jest plądrowanie gniazd przez pytona oliwkowego (Liasis olivaceus) lub warany z rodzaju Varanus.

## Status
W Czerwonej księdze gatunków zagrożonych IUCN łowczyk leśny jest klasyfikowany jako gatunek najmniejszej troski (LC, Least Concern). Liczebność populacji nie została oszacowana, ale ptak ten opisywany jest jako szeroko rozpowszechniony. Trend populacji uznawany jest za lokalnie spadkowy, z powodu zagrożeń związanych ze zmniejszaniem się habitatu oraz sporadycznymi zderzeniami z oknami czy latarniami.